# Grădini suspendate și himere - Alin Gheorghiu
Grădini suspendate și himere - Alin Gheorghiu este un film documentar românesc de scurtmetraj din 1982 regizat de David Reu.

## Prezentare
Documentează pictura cu motive florale a lui Alin Gheorghiu.